# Ophrys araniferiformis
Ophrys araniferiformis är en orkidéart som beskrevs av Dalla Torre och Ludwig von Sarnthein. Ophrys araniferiformis ingår i ofryssläktet, och familjen orkidéer.
Artens utbredningsområde är Italien. Inga underarter finns listade i Catalogue of Life.